# Architektura krajobrazu

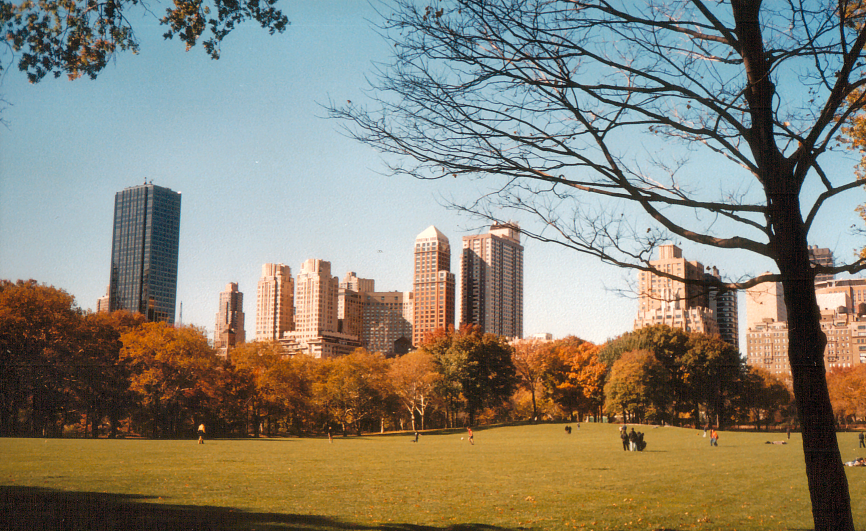
Central Park

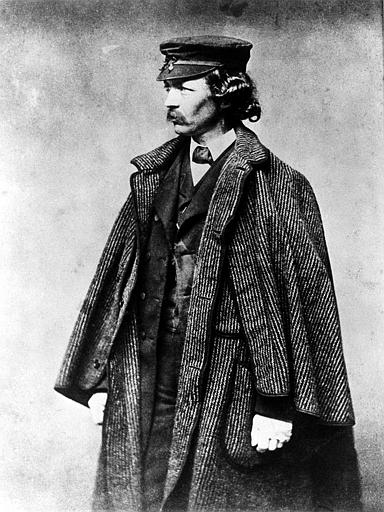
Frederick Law Olmstead (1822–1903) – uważany za ojca architektury krajobrazu

Architektura krajobrazu – dyscyplina związana z kształtowaniem życiowej przestrzeni człowieka za pomocą szaty roślinnej, elementów wodnych i architektonicznych oraz z uwzględnieniem rozmaitych czynników, które tworzą charakter otaczającego krajobrazu. Są to uwarunkowania naturalne, takie jak: rzeźba terenu, istniejąca roślinność, gleba, klimat, a także kultura regionu i miejscowe tradycje czy też potrzeby społeczne. 
Charles Eliot definiuje architekturę krajobrazu jako samą w sobie sztukę, której najważniejszą funkcją „jest tworzenie i ochrona piękna w otoczeniu siedzib ludzkich oraz szerzej – w naturalnej scenerii kraju”.
We współczesnym rozumieniu architektura krajobrazu jest powiązaniem trzech fundamentalnych dziedzin: architektury, urbanistyki oraz planowania przestrzennego. W celu kształtowania estetycznego i funkcjonalnego krajobrazu (przestrzeni), dla potrzeb człowieka, posługuje się przede wszystkim szeroko pojmowaną sztuką, a więc wykorzystuje wszystko, co może nadać ton i wagę planowanego obszaru. 
Szczególną i z pewnością jedną z najważniejszych ról architektury krajobrazu jest kształtowanie i przekształcanie istniejących przestrzeni otwartych, a także inwentaryzacja i rewaloryzacja założeń krajobrazowych i architektonicznych (ogrodów, parków, skwerów, ulic).

## Historia architektury krajobrazu
Genezy architektury krajobrazu można dopatrywać się w spokrewnionej dziedzinie jaką jest ogrodnictwo. Znani ogrodnicy, określani dziś mianem mistrzów planowania i urządzania ogrodów, wzorując się na dotychczasowych poczynaniach, a także własnych  obserwacjach i spostrzeżeniach świata przyrodniczego, kreowali osobiste założenia architektoniczne, nie posługując się jeszcze wtedy ujednoliconym zapisem graficznym.
Początki architektury krajobrazu sięgają już czasów starożytnych. W Egipcie, na Dalekim Wschodzie, Cesarstwie Rzymskim ludzie zajmowali się kształtowaniem swojego najbliższego otoczenia, tworząc ogrody. Dziedzina ta wraz z historią ludzkości przechodziła wiele istotnych przemian społecznych, kulturowych, gospodarczych i politycznych. Była ona od zawsze kluczowym aspektem rozwoju cywilizacyjnego na przestrzeni wieków.                       
Współczesna architektura krajobrazu jest młodą dziedziną nauk artystycznych jak i zawodowych, powstałą w XIX wieku. W 1899 roku założono Amerykańskie Stowarzyszenie Architektów Krajobrazu (ASLA), a możliwość studiowania tego rodzaju kierunku zrodziła się w 1900 roku na Uniwersytecie Harvarda. W Polsce od kilkudziesięciu lat jest wiele ośrodków naukowych zajmujących się architekturą krajobrazu oraz wiele szkół wyższych prowadzących zarówno studia I jak i II stopnia w tym kierunku.

## Rys rozwoju w poszczególnych epokach historycznych
- Starożytność

Starożytne ogrody spełniały głównie funkcje publiczne lub użytkowe. Zakładano je przy pałacach, świątyniach, miejscach spotkań ludzi. Ogrody chińskie charakteryzowała duża powierzchnia, miniaturyzacja krajobrazu, ogrom roślin oraz punkt dominujący, jakim najczęściej był pałac. Architektura krajobrazu w starożytnej Grecji rozwijała się głównie przy szkołach, stadionach. Były to głównie gaje z rzeźbami bohaterów i ołtarzami ofiarnymi. Ogrody prywatne mieściły się w atrium i perystylu. Najbardziej znanym założeniem starożytności są Wiszące ogrody Semiramidy – jeden z Siedmiu Cudów Świata.
- Średniowiecze

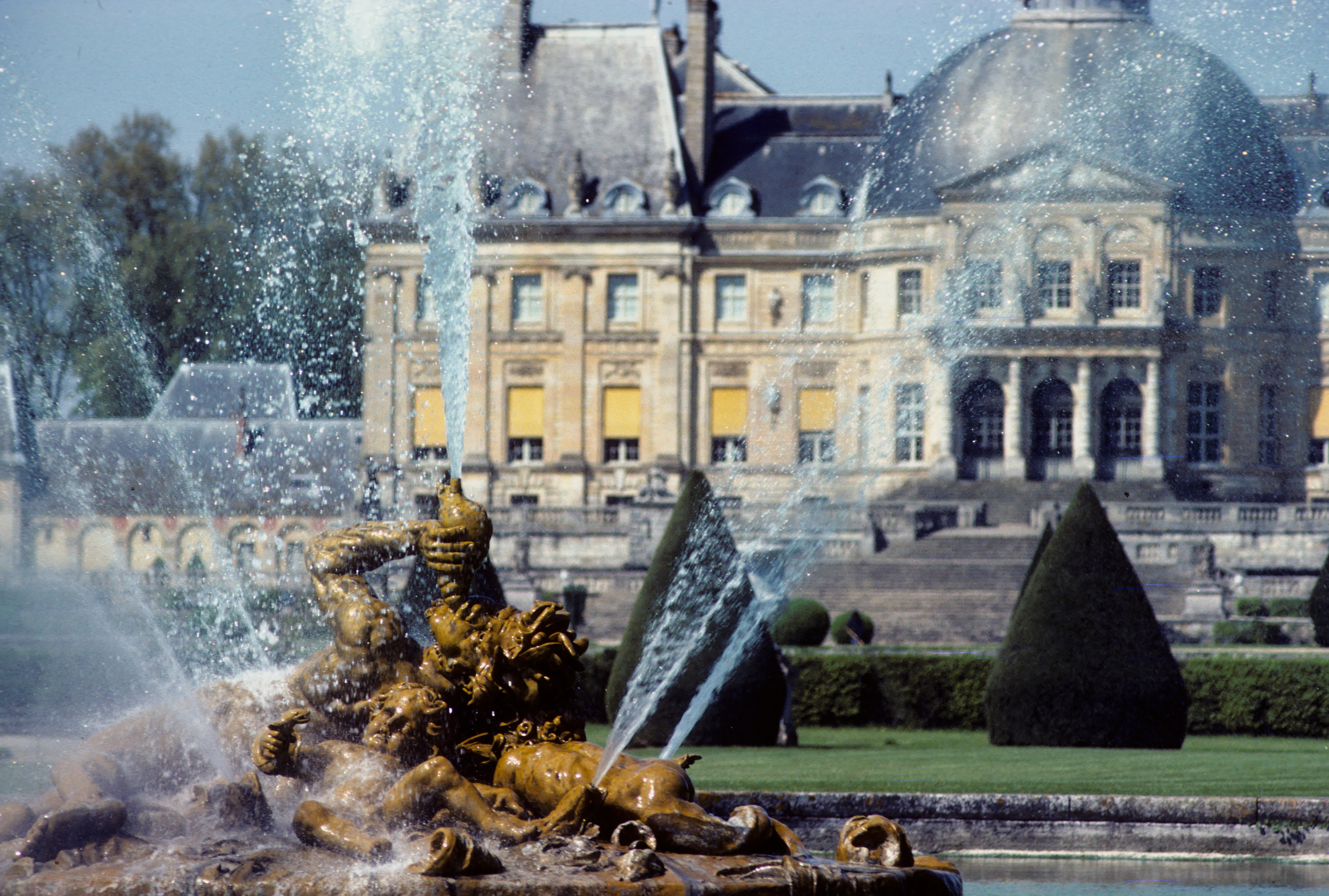
Barokowe założenie Vaux-le-Vicomte

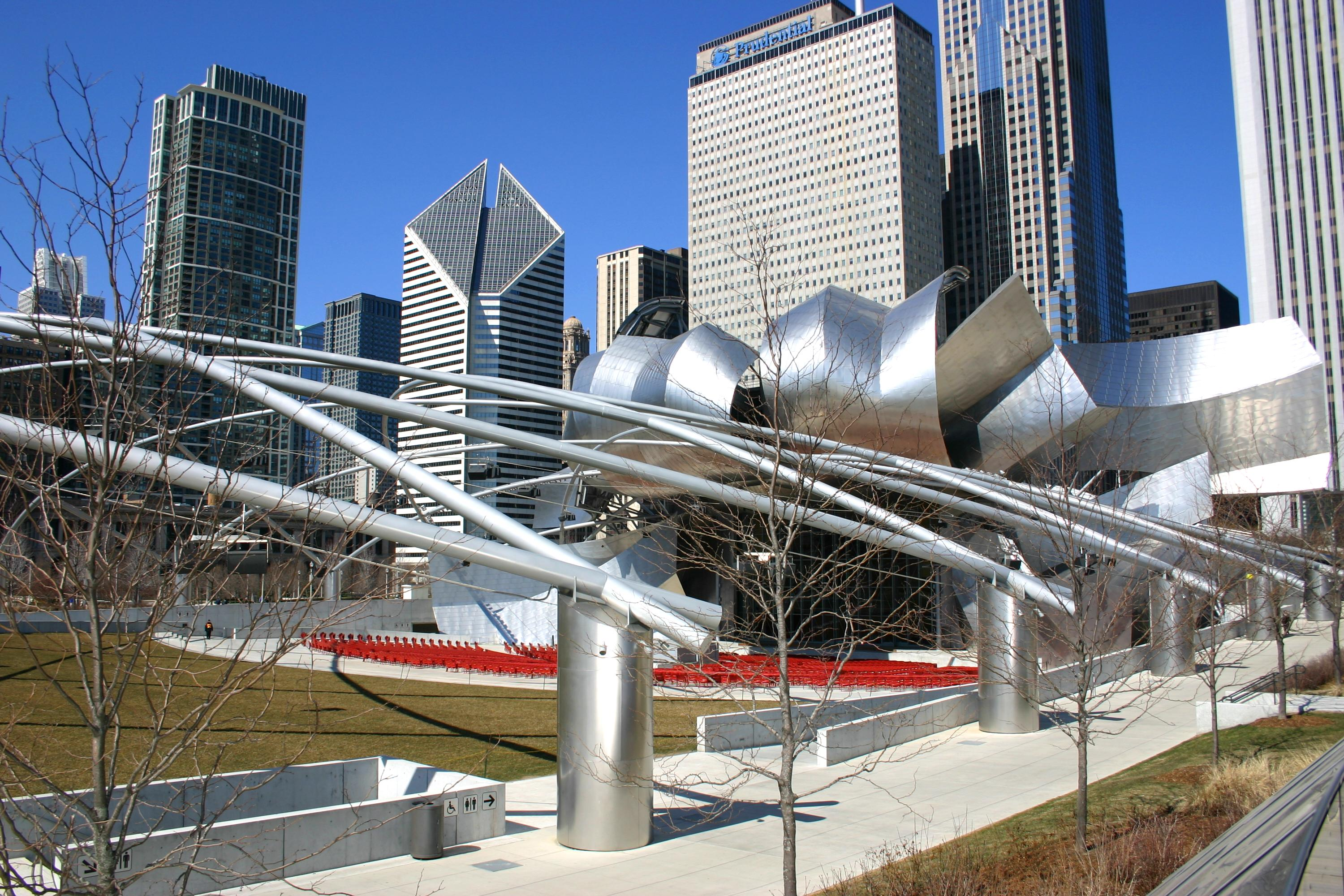
Millenium park w Chicago przykładem nowoczesnej architektury krajobrazu

Ogrody epoki Średniowiecza mieściły się najczęściej przy klasztorach. Były to ogrody użytkowe, rozmieszczone w kwaterach, obsadzone ziołami i warzywami, z zewnątrz drzewami. Często mieściły się w wirydarzu. Architektura krajobrazu rozwijała się również przy zamkach, były to małe, ozdobne założenia służące wypoczynkowi i zabawie. Ogrody miejskie zaczęły powstawać u schyłku epoki. Miały postać łąki z alejami drzew, stawem lub strumieniem. Ważnym elementem było planowanie przestrzenne miast, rynek na skrzyżowaniu głównych osi, miasto pocięte prostopadłymi ulicami oddzielającymi zabudowania. Miasta bogatsze posiadały mury obronne.
- Renesans

Założenia epoki Odrodzenia zorganizowane były według osi kompozycyjnych. Punktem dominującym był budynek, któremu ogród był podporządkowany. Ważną cechą była geometria i złoty podział. Ogród podzielony na kwadraty i prostokąty, wysadzone roślinami, ozdobione rzeźbami. Nierzadko stosowano labirynty. Zaczęto wydzielać funkcje – użytkową, prywatną, ozdobną. Często zakładano partery ogrodowe. Symetryczne kontury ze strzyżonego bukszpanu, wypełniano roślinami, kolorowymi kamieniami lub kruszywem.
- Barok

Ogrody były geometryczne, kształtowano je na wzór wnętrz pałacowych. Górował przepych, harmonia i porządek. Stosowano efekty optyczne, partery ogrodowe, szpalery, elementy wodne w postaci kanałów, pawilony, murki oporowe. Wprowadzono dynamikę, która uwidoczniła się w rzeźbach i fontannach. Ogrody barokowe często rozpościerają się na bardzo dużym obszarze. Najbardziej znanymi są Wersal i Vaux-le-Vicomte.  Z polskich ogrodów barokowych można wyróżnić warszawski Wilanów i ogród Czartoryskich w Puławach.
- Współczesność

Współczesną architekturę krajobrazu cechują szybkie przekształcenia formalne i stylistyczne. Niezwykle istotna dla tych przemian jest rola osiągnięć w zakresie ogrodnictwa, rozwoju technik budowlanych i nowoczesnych technologii. Obecnie projektanci mają coraz mniej ograniczeń technicznych. Współczesny park jest zdefiniowany nie tylko przez zieleń, lecz także przez osiągnięcia cywilizacji, technikę, technologię, naukę i kulturę. Ogrody, parki i place stanowią dopełnienie miast, stają się wyrafinowanym obiektem kultury i dziełem sztuki. Dużym problemem rozwijających się miast są tereny postindustrialne, postmilitarne, tzw. nieużytki urbanistyczne. Część z nich jest z sukcesem rekultywowana, służy wypoczynkowi i rekreacji.